# Wadotes tennesseensis
Wadotes tennesseensis är en spindelart som beskrevs av Willis J. Gertsch 1936. Wadotes tennesseensis ingår i släktet Wadotes och familjen mörkerspindlar. Inga underarter finns listade i Catalogue of Life.